# Raffreddamento globale
Con il termine raffreddamento globale (global cooling) si intende una teoria per la quale la Terra andrebbe incontro ad una riduzione del contenuto energetico dell'atmosfera con effetto dunque di diminuzione della temperatura media terrestre per un periodo (ciclo) da diverse decine di anni a diversi millenni come nel caso delle glaciazioni.
Tale teoria è spesso citata come una delle teorie prevalenti nella climatologia negli anni '70' del 1900, anni in cui, oltre al già noto effetto serra (già incluso in quello che può essere considerato il primo modello climatico globale, quello di Arrhenius), nei  modelli climatici si cominciò a considerare anche l'effetto opposto degli aeresol solfati.
L'ipotesi di tale prevalenza è spesso suffragata citando articoli provenienti prevalentemente da riviste generaliste, oltre che dai dati delle misurazioni che mostravano un declino delle temperature dagli anni '40 in avanti.
Una metaricerca del 2008, analizzando 71 articoli pubblicati su riviste scientifiche peer reviewed dell'epoca, mostra, al contrario, che anche negli anni '70, il consenso dei climatologi sarebbe comunque stato orientato verso un riscaldamento globale.
Negli ultimi decenni, i dati osservativi del periodo, sono stati almeno in parte spiegati dalla comunità scientifica con la teoria del grande oscuramento, che prevede, per l'appunto, l'effetto raffreddante di alcuni aeresol, anch'essi di origine antropica.